# Lista de ginastas artísticas olímpicas do Brasil
Os eventos de ginástica são realizados nos Jogos Olímpicos desde 1896. As ginastas artísticas brasileiras participaram de todas as Olimpíadas de Verão desde 1980, exceto 1996, quando Soraya Carvalho se classificou, mas teve que desistir antes do início da competição devido a uma lesão no tornozelo. Um total de 17 ginastas já representaram o Brasil. Nos Jogos Olímpicos de Tóquio 2020, Rebeca Andrade conquistou ouro no salto e prata no individual geral.

## Ginastas

### Jogos Olímpicos de Verão
| Ginastas            | Anos                         | Ref.  |
| ------------------- | ---------------------------- | ----- |
| Cláudia Costa       | 1980                         | [ 4 ] |
| Tatiana Figueiredo  | 1984                         | [ 4 ] |
| Luísa Parente       | 1988, 1992                   | [ 4 ] |
| Camila Comin        | 2000, 2004                   | [ 4 ] |
| Daniele Hypólito    | 2000, 2004, 2008, 2012, 2016 | [ 4 ] |
| Ana Paula Rodrigues | 2004                         | [ 4 ] |
| Laís Souza          | 2004, 2008                   | [ 4 ] |
| Daiane dos Santos   | 2004, 2008, 2012             | [ 4 ] |
| Caroline Molinari   | 2004                         | [ 4 ] |
| Jade Barbosa        | 2008, 2016                   | [ 4 ] |
| Ana Cláudia Silva   | 2008                         | [ 4 ] |
| Ethiene Franco      | 2008, 2012                   | [ 4 ] |
| Bruna Leal          | 2012                         | [ 4 ] |
| Harumy de Freitas   | 2012                         | [ 4 ] |
| Rebeca Andrade      | 2016, 2020                   | [ 4 ] |
| Lorrane Oliveira    | 2016                         | [ 4 ] |
| Flávia Saraiva      | 2016, 2020                   | [ 4 ] |

### Jogos Olímpicos da Juventude
| Ginasta           | Anos | Ref.  |
| ----------------- | ---- | ----- |
| Harumy de Freitas | 2010 | [ 5 ] |
| Flávia Saraiva    | 2014 | [ 6 ] |
| Laura Rocha       | 2018 | [ 7 ] |

## Ginastas condecoradas

### Jogos Olímpicos de Verão
| Ginasta        | Equipe | AA   | VT   | UB | BB | FX | Total |
| -------------- | ------ | ---- | ---- | -- | -- | -- | ----- |
| Rebeca Andrade |        | 2020 | 2020 |    |    |    | 2     |

### Jogos Olímpicos da Juventude
| Ginasta        | AA   | VT | UB | BB   | FX   | Total |
| -------------- | ---- | -- | -- | ---- | ---- | ----- |
| Flávia Saraiva | 2014 |    |    | 2014 | 2014 | 3     |